# Rockstar Energy Drink
Rockstar Energy Drink és una de les begudes energètiques creada el 2001, fundada per Russell Weiner, amb una barreja especial de guaranà, ginseng i ginkgo. No és recomanable a nens menors de 14 anys amb una vida sense fer esport ni a gent addicta a la cafeïna. Es ven als Estats Units, Canadà, Regne Unit, Irlanda, Alemanya, Espanya, Japó, Hong Kong, Austràlia, Mèxic, Malta, Nova Zelanda, Països Baixos i Finlàndia.